# Barză
Ciconiidele (Ciconiidae), sau berzele (cocostârcii) sunt o familie de păsări de talie mare, cu gât și picioare lungi și cioc alungit, care trăiesc de preferință prin locuri mlăștinoase și pe marginea apelor.
Ciconiidele sunt păsări de apă de dimensiuni medii și foarte mari. Un mascul al marabuului african (Leptoptilos crumenifer) poate avea o înălțime de 152 cm și o greutate de până la 8,9 kg, în timp ce barza lui Abdim (Ciconia abdimii) are o lungime numai de 75 cm și o greutate de aproximativ 1,3 kg. Ciocul berzelor este lung, conic și drept. Au picioare înalte, cu 4 degete bine dezvoltate, degetele anterioare sunt legate la bază prin membrane înguste. Tarsul și partea inferioară a coapsei sunt golașe. Aceste picioare sunt foarte potrivite pentru deplasarea prin ape puțin adânci și prin smârcuri. Mersul lor este demn, iar zborul lent, hotărât și cu gâtul întins. În corelație cu picioarele lor lungi, aceste păsări au și gâtul lung.  Aripile lor, de asemenea, sunt lungi și late. În zborul planat, la mari înălțimi, țin gâtul și picioarele întinse. Penajul lor are culori destul de modeste, asemănătoare la cele două sexe și, de regulă, în concordanță cu culorile mediului în care trăiesc.
Berzele sunt păsări mute, dar au obiceiul să clămpănească din mandibule. Sunt păsări carnivore. Ele se hrănesc cu broaște, mormoloci, pești, insecte și larvele lor, viermi, moluște, șerpi, șopârle, păsări mici și mamifere rozătoare mici, inclusiv pui de iepure, cârtițe și și uneori cu pui de păsări. Broaștele constituie hrana de bază a acestor păsări. Hrana o adună de pe sol și de pe plante acvatice din fânețe umede, mlaștini sau din ape puțin adânci. Folosul ce-l aduc este mai mare decât paguba. Hrana pentru pui este regurgitată de părinți pe fundul cuibului. Cuibăresc în cupluri solitare. Cuibul mare și grosolan și-l fac în arbori sau pe stâncării, iar barza albă și pe acoperișul sau pe coșurile așezărilor omenești. Ouăle lor sunt unicolore, iar puii sunt nidicoli și acoperiți cu puf chiar de la ieșirea din ou.
Berzele sunt păsări semiacvatice, care trăiesc prin apropierea apelor, în locuri mlăștinoase, pe câmpii umede și mai puțin în păduri. Familia cuprinde 20 specii, răspândite în ținuturile joase calde și temperate ale globului pământesc, dar se întâlnesc și în locurile deluroase. Barza neagră urcă și pe râurile de munte până în etajul coniferelor. Berzele din ținuturile reci și temperate migrează. În România și Republica Moldova, trăiesc numai două specii: Ciconia ciconia, barza albă, și Ciconia nigra, barza neagră, ambele fiind migratoare. În ultimile decenii, numărul lor a scăzut foarte mult.

## Sistematică
Un studiu ADN a constatat că familiile  Ardeidae, Balaenicipitidae, Scopidae și Threskiornithidae aparțin Pelecaniformelor. Acest lucru ar face din Ciconiidae singurul grup.
Berzele erau distincte și posibil răspândite în timpul Oligocenului. La fel ca majoritatea familiilor de păsări acvatice, berzele par să fi apărut în Paleogen, poate cu 40-50 milioane de ani în urmă. Registrul fosil documentează încă din Miocenul mijlociu (aproximativ 15 milioane de ani în urmă), cel puțin unele cazuri.
Deși unele berze sunt extrem de amenințate, nu se cunoaște nici o specie sau subspecie care a devenit extinctă din timpuri istorice. Un os Ciconia găsit într-un adăpost stâncos de pe insula Réunion era probabil al unei păsări luate acolo ca hrană de primii coloniști; nici o relatare cunoscută nu menționează prezența berzelor în Insulele Mascarene.

### Berze existente
| Imagine | Gen              | Specii |
| ------- | ---------------- | --- |
|         | Mycteria         | - Tantal alb, Mycteria cinerea - Tantal african, Mycteria ibis - Tantal indian, Mycteria leucocephala - Tantal american, Mycteria americana |
|         | Anastomus        | - Barză cu cioc deschis asiatică, Anastomus oscitans - Barză cu cioc deschis africană, Anastomus lamelligerus |
|         | Ciconia          | - Barza lui Abdim, Ciconia abdimii - Barză cu gâtul creț, Ciconia episcopus - Barza lui Storm, Ciconia stormi - Barză americană, Ciconia maguari - Barză orientală, Ciconia boyciana - Barză albă, Ciconia ciconia - Barză neagră, Ciconia nigra |
|         | Ephippiorhynchus | - Jabiru asiatic, Ephippiorhynchus asiaticus - Jabiru african, Ephippiorhynchus senegalensis |
|         | Jabiru           | - Jabiru american, Jabiru mycteria |
|         | Leptoptilos      | - Marabu păros, Leptoptilos javanicus - Marabu indian, Leptoptilos dubius - Marabu african, Leptoptilos crumenifer |